# Анисимов, Борис Афанасьевич
Бори́с Афана́сьевич Ани́симов (2 июля 1900 года — 22 января 1976 года) — советский военный деятель, генерал-майор танковых войск.

## Биография
Родился 2 июля 1900 года в Оршанском уезде Могилёвской губернии. С мая 1919 года в Красной армии. С августа 1919 года курсант Рязанских пехотных курсов. С 1919 по 1921 год командовал рядом полков. С 6 января 1922 года — слушатель армейской стрелковой школы ОКА. С 31 марта того же 1922 года командир роты 15-го кавказского стрелкового полка, с 19 июня — помощник командира роты 5-го кавказского стрелкового полка. С 26 сентября 1923 года слушатель 8-й Ленинградской пехотной школы, затем Киевской объединённой школы командиров РККА по артиллерийскому делу. C 1925 по 1930 год проходит службу в 6-й стрелковой дивизии на должностях командира взвода артиллерийского полка, командира батареи, помощника командира дивизиона, врид (временно исполняющего должность) командира дивизиона и помощника командира артиллерийского полка. С 15 января 1931 года командир роты Орловской бронетанковой школы, с 19 июня 1934 года врид командира батальона, с 28 августа начальник штаба батальона, с 17 декабря командир ремонтно-восстановительного батальона. С 17 января 1938 года командир батальона.
С 16 сентября 1938 года начальник АБТВ Калининского военного округа, затем АБТВ 5-й армии. С 25 июля 1942 года командир 162-й танковой бригады. С 22 апреля 1943 года командующий БТ и МВ 6-й армии, с августа 1944 года командующий БТ и МВ 5-й ударной армии.
После Великой Отечественной войны, с января 1947 по февраль 1948 года командовал 21-й гвардейской механизированной дивизией в 8-й гвардейской армии Группы советских оккупационных войск в Германии. С февраля 1948 по апрель 1949 года — командир 29-й гвардейской механизированной дивизии. С 19 июля 1950 года — командующий бронетанковыми и механизированными войсками Горьковского военного округа. С 25 июля 1953 года — начальник Горьковского суворовского училища. Уволен в запас 2 октября 1956 года.
Генерал-майор Б. А. Анисимов умер 22 января 1976 года. Похоронен на кладбище «Марьина Роща».

## Награды
- Орден Ленина
- Три ордена Красного Знамени
- Два ордена Суворова
- Два ордена Отечественной войны 1 степени
- медали

## Память
- На могиле установлен надгробный памятник в Нижнем Новгороде на кладбище «Марьина Роща».
- Имя воина увековечено в Главном Храме Вооружённых сил России, и навсегда запечатлено на мемориале «Дорога памяти»[7]